# Sur le fil (série télévisée)
Pour les articles homonymes, voir Sur le fil.
Sur le fil est une série télévisée française en 18 épisodes de 52 minutes créée par Martin Garonne et Catherine Touzet et diffusée et rediffusée entre le 28 septembre 2007 et le 16 avril 2010 sur France 2.
Elle raconte le quotidien de policiers de la banlieue parisienne dont les locaux sont situés près d'une friche SNCF. La série est un polar qui mêle de façon originale humour et action tout en décrivant la vie des personnages avec simplicité et humanité. Les rebondissements ne manquent pas et donnent aux épisodes leur rythme.

## Synopsis
Cette série raconte le travail quotidien et les enquêtes d'une équipe de policiers français.
La particularité de cette série repose sur les conflits qui opposent les hommes de terrain menés par le commandant Munoz au commissaire Forge qui est pourtant leur supérieur.
Le commandant est de la vieille école et n'hésite pas à recourir à des moyens musclés parfois "sur le fil" vis-à-vis de la loi. Quant au commissaire, c'est un jeune policier tout juste sorti de l'école, adepte de principes théoriques et dont l'ambition affecte parfois les décisions.
L'antinomie entre ces deux personnages est l'élément perturbateur qui pimente les enquêtes.

## Distribution
- François Levantal : Commandant Philippe Munoz, un policier d'expérience aux manières brutales mais payantes, plus terrain que bureau. Chef de groupe 1. (18 épisodes)
- Benjamin Boyer : Commissaire Julien Forge, récent diplômé, sans expérience, Chef de section (Responsable des groupes). Il est entré dans la police pour rechercher l'assassin de son frère, couvert par un juge corrompu.(18 épisodes)
- Xavier Gallais : Capitaine Laurent Dupré, surnommé « le bonobo », un drogué du sexe. (18 épisodes)
- Nozha Khouadra : Lieutenant Lila Gloanec, intègre et droite, mère de famille.(18 épisodes)
- Jacques Bondoux : Commandant Dominique Fossati, proche de la retraite, buveur et joueur aux courses. Ancien chef de groupe, devenu maintenant Adjoint-Chef de groupe 1 (18 épisodes)
- Vladislav Galard : Gardien de la paix Antoine Mercier, nouveau policier, accro aux nouvelles technologies.(16 épisodes)
- Micky Sébastian : Commissaire divisionnaire Lucie Terrier, Chef de division, ferme et directe, supérieure hiérarchique de Forge. (15 épisodes)
- Solène Bouton : Lieutenant (Saison 1), puis Commissaire Stagiaire (Saison 2) Isabelle Fieschi. (8 épisodes)
- Tatiana Goussef : Commandant Cécile Baumont syndicaliste qui trouvera sa place en montrant son courage et son intégrité. Chef de groupe 2 (13 épisodes)
- Adélaïde Bon : Céline Regnier, nouvelle policière de l'équipe, proche d'Antoine, fille d'un ami de Fossati.(Saison 2) (3 épisodes)
- Charley Fouquet : Lieutenant Juliette Maudet, nouvelle dans l'équipe (saison 3), spécialiste des armes à feu.(5 épisodes)
- Gérald Maillet : Stephane Leroux, journaliste fasciné par l’enquête du pianiste.(7 épisodes)
- Vanessa Gregory : Maxine Delamare, avocate et maîtresse de Julien Forge, mariée à un Préfet. (6 épisodes)
- Julien Bravo : William Munoz, fils du Commandant, ex-taulard empêtré dans des affaires de trafics de drogue.(6 épisodes)
- Frédéric Merlo : Le légiste.(6 épisodes)
- Fabien Baïardi : Louvion (1 épisode)

## Fiche technique
- Réalisation : Frédéric Berthe, Bruno Garcia
- Scénario, adaptation et dialogues : Catherine Touzet, Martin Garonne, Laurent Burtin, Jean-Pierre Martinez, Pascal Perbet et Lionel Olenga
- Direction littéraire : Nathalie Suhard
- Musique : Stéphane Zidi
- Générique de fin I hear your voice : Stéphane Zidi, interprété par Patryx Dupont

## Épisodes

### Première saison (2007)
La première saison a été diffusée entre le 28 septembre 2007 et le 2 novembre 2007.
1. Galantine de Fourbi
2. Tuyau percé
3. Le saint
4. Torts exclusifs
5. À la barre
6. Les touches noires

### Deuxième saison (2008)
La deuxième saison a été diffusée entre le 23 mai 2008 et le 6 juin 2008.
1. Voyeur
2. Revanche
3. Le pianiste
4. William
5. Père et fils
6. Compte à rebours

### Troisième saison (2010)
La troisième saison a été diffusée entre les 9 et 16 avril 2010.
1. Opération Caïman
2. Morceaux choisis
3. Direct Live
4. Affaire classée
5. V.M.A.
6. Livraison surveillée